# The Partridge Family

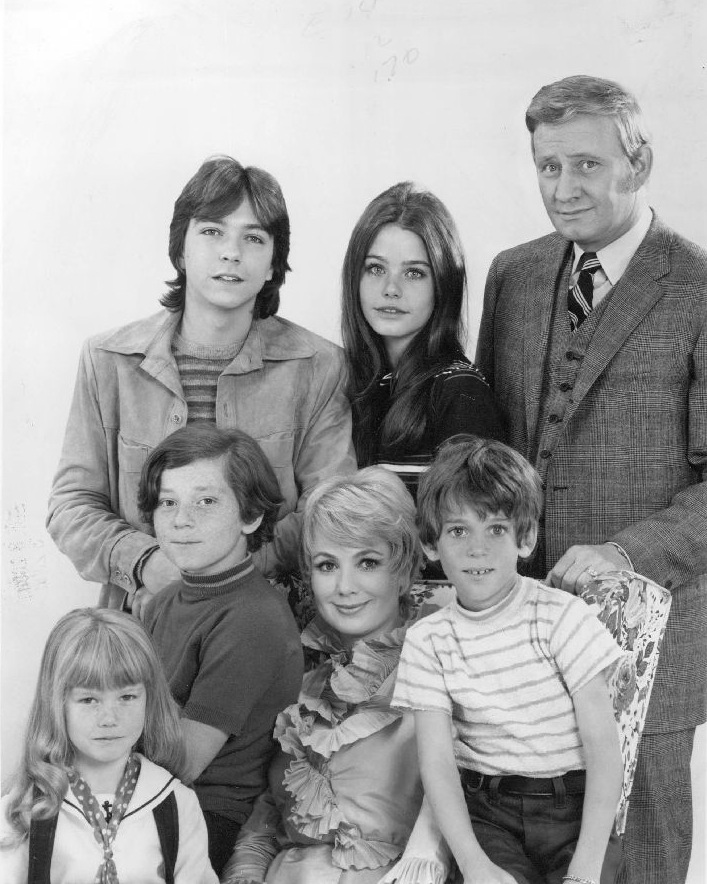
Arriba: David Cassidy, Susan Dey y Dave Madden. Abajo: Suzanne Crough, Danny Bonaduce, Shirley Jones y Jeremy Gelbwaks.

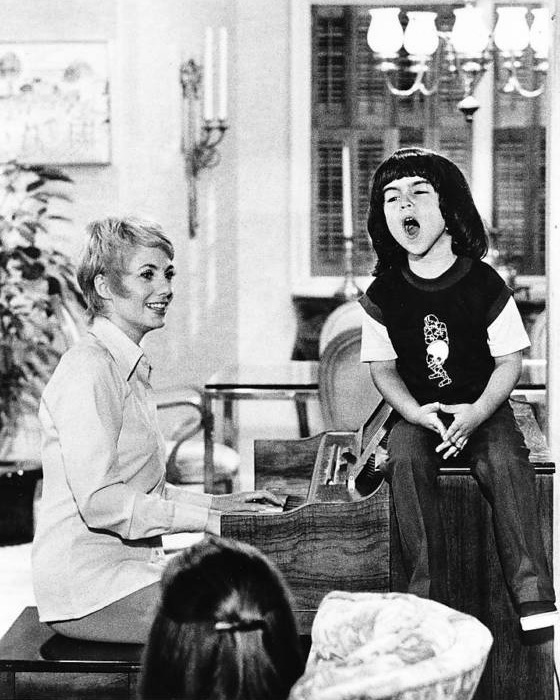
Ricky Segall cantando ante Shirley Jones.

The Partridge Family (La Familia Partridge en Hispanoamérica o Mamá y sus increíbles hijos en España) fue una sitcom estadounidense, una serie que se transmitió entre el 25 de septiembre de 1970 y el 31 de agosto de 1974; el último episodio se transmitió el 23 de marzo de 1974 a través de la ABC en su programación nocturna del viernes.

## Historia
Creada por Bernard Slade y siendo el productor ejecutivo Bob Claver, se inspiraron en la familia de músicos The Cowsills, un grupo de música pop muy famoso a finales de la década de 1960. Al principio pensaron enrolar a los niños integrantes de The Cowsills en la serie; sin embargo, desistieron por no ser actores entrenados o con la madurez artística allí requerida. Shirley Jones ya había aceptado el papel de la madre Shirley Partridge.

## Argumento
Unos niños del ficticio San Pueblo, California, convencen a su madre recién enviudada, Shirley Partridge (Shirley Jones) de ayudarlos en un proyecto musical. Uno de los hijos, Danny, convence a Reuben Kincaid (Dave Madden) para ser su mánager.

## Reparto
- Shirley Jones como Shirley Partridge: voz, teclados, pandero y percusión.
- David Cassidy como Keith Partridge: voz principal, guitarra principal y banjo
- Susan Dey como Laurie Partridge: voz, piano y percusión.
- Danny Bonaduce como Danny Partridge: voz, bajo, guitarra ocasional (acústica, eléctrica).
- Jeremy Gelbwaks como Chris Partridge (temporada 1): voz y batería
- Suzanne Crough como Tracy Partridge: voz, pandero y percusión
- Dave Madden como Reuben Kincaid: mánager de la banda
- Brian Forster como Chris Partridge (temporadas 2-4): voz y batería
- Ricky Segall como Ricky Stevens (temporada 4): cantante

## Serie animada
En 1974 Hanna-Barbera produjo Partridge Family 2200 A.D. (La Familia Partridge en el año 2200 en Hispanoamérica). Se transmitió en Cartoon Network Latinoamérica y Boomerang Latinoamérica.

## La serie en España
La serie se emitió desde el jueves 5 de agosto de 1971, en el programa contenedor infantil Con vosotros de La 1 de TVE, con el doblaje realizado en México. Finalizó la emisión el 23 de abril de 1973. Se repuso en 1977 en La 2.